# بلیکلینگ
بلیکلینگ (به انگلیسی: Blickling) یک روستا و محله مدنی در بریتانیا است که در نورفک واقع شده‌است. بلیکلینگ ۸٫۶۲ کیلومتر مربع مساحت و ۱۱۳ نفر جمعیت دارد.